# Алексєєвка (Матвієво-Курганський район)
Алексє́євка (рос. Алексеевка) — село в Матвієво-Курганському районі Ростовської області Росії. Є центром Алексєєвського сільського поселення.

## Географія
Географічні координати: 47°38' пн. ш. 38°49' сх. д. Часовий пояс — UTC+4.
Відстань до районного центру, селища Матвієв Курган, становить 8 км. Через село протікає річка Міус.

### Урбаноніми
- вулиці — Ворошилова, Гагаріна, Гоголя, Дачна, Зарічна, Лісова, Міуська, Молодіжна, Радянська, Щорса[2].

## Населення
За даними перепису населення 2010 року на території села проживало 954 особи. Частка чоловіків у населенні становила 45,9 % або 438 осіб, жінок — 54,1 % або 516 осіб.